# Bradfield (Essex)
Bradfield – wieś w Anglii, w hrabstwie Essex, w dystrykcie Tendring. Leży 50 km na północny wschód od miasta Chelmsford i 99 km na północny wschód od Londynu. Miejscowość liczy 1112 mieszkańców.